# Stripchat
Stripchat es un sitio web internacional para adultos y una red social que presenta actuaciones gratuitas de cámaras web transmitidas en vivo, que a menudo incluyen desnudez y actividad sexual, a través de transmisiones tradicionales, de realidad virtual y móviles.
El sitio tiene un promedio de más de 400 millones de visitantes al mes, según SimilarWeb. El sitio se lanzó por primera vez en 2016 y desde entonces ha ganado numerosos premios, incluidos "Sitio de cámaras del año" y "Compañía de cámaras del año" en los XBIZ Europa Awards.
La compañía ha atraído la atención de los medios con campañas y ofertas controvertidas, como ofrecer 15 millones de dólares para cambiar el nombre del Superdomo de Nueva Orleans y ofrecer puestos de trabajo a los miembros del equipo que abandonaron el set de Misión imposible: sentencia mortal después de una diatriba de Tom Cruise.

## Pandemia de la COVID-19
Stripchat y otros sitios de cámaras experimentaron un crecimiento significativo en 2020 debido a la pandemia de COVID-19. Durante el confinamiento de marzo de 2020, las visitas al sitio aumentaron un 25 % en países como Estados Unidos y Reino Unido. Incluso después de levantarse las restricciones en la mayoría de los países, el tráfico siguió aumentando, alcanzando un pico de casi 120 millones en agosto, frente a los 60 millones de enero, lo contrario de los patrones de tráfico tradicionales. Para noviembre de 2020, las visitas mensuales al sitio eran más del doble que un año antes. En el mismo período, el número de modelos que aparecen en el sitio aumentó en 300 000. En una entrevista con BBC News, un representante dijo que muchos artistas adultos tradicionales se habían pasado a la cámara debido a la falta de producción en los escenarios pornográficos tradicionales, al igual que otros tipos de trabajadores sexuales y aficionados. Stripchat intentó compensar el aumento de la competencia de los nuevos artistas que ingresaban al sitio proporcionando tokens gratuitos para los nuevos usuarios.
Muchos de los nuevos usuarios del sitio son el resultado de cambios en los patrones de trabajo. Según los datos publicados por la empresa en junio de 2020, el 75% de los visitantes del sitio llegaron entre las 10 y las 18 horas.
En junio de 2020, luego del cierre prolongado de muchas empresas debido a la pandemia de COVID, Stripchat ofreció a las pequeñas empresas publicidad gratuita en la plataforma. La compañía pidió a las pequeñas empresas que enviaran ropa de marca para enviar a sus modelos más populares. Varias empresas solicitaron y fueron aceptadas, incluida una empresa de suministros de arte, un dispositivo para la disfunción eréctil, un estudio de fotografía y un maquillador. Las modelos usaron la ropa durante sus shows regulares.

## Centro de recursos de sexualidad
Además de su contenido para adultos, Stripchat administra el Centro de Recursos de Sexualidad, que presenta videos de terapeutas que responden preguntas sobre cuestiones relacionadas con el sexo y las relaciones. El sitio comenzó a albergar sesiones de transmisión en vivo con terapeutas autorizados de Sexual Health Alliance en julio de 2019 después de que un estudio de usuarios mostrara que muchas personas sentían ansiedad al ver su cámara.

### Asociaciones deportivas
Stripchat ha buscado repetidamente relaciones de negocios con atletas profesionales y organizaciones deportivas. En 2020, Stripchat ofreció a los New Orleans Saints 15 millones de dólares con la esperanza de obtener los derechos de denominación del Superdomo. En marzo de 2021, la compañía hizo una oferta de 20 millones de libras esterlinas para reemplazar a la compañía italiana de neumáticos Pirelli como patrocinador principal de la organización de fútbol del Inter de Milán, luego de que Pirelli no pudiera renovar un contrato de casi tres décadas.
En mayo de 2021, el luchador de la UFC Nick Diaz anunció que se asociaba con la compañía para realizar seminarios web de defensa personal.